# Samsonów (gromada)
Samsonów – dawna gromada, czyli najmniejsza jednostka podziału terytorialnego Polskiej Rzeczypospolitej Ludowej w latach 1954–1972.
Gromady, z gromadzkimi radami narodowymi (GRN) jako organami władzy najniższego stopnia na wsi, funkcjonowały od reformy reorganizującej administrację wiejską przeprowadzonej jesienią 1954 do momentu ich zniesienia z dniem 1 stycznia 1973, tym samym wypierając organizację gminną w latach 1954–1972.
Gromadę Samsonów z siedzibą GRN w Samsonowie utworzono – jako jedną z 8759 gromad na obszarze Polski – w powiecie kieleckim w woj. kieleckim, na mocy uchwały nr 13c/54 WRN w Kielcach z dnia 29 września 1954. W skład jednostki weszły obszary dotychczasowych gromad Samsonów, Kołomań, Umer i Janaszów (bez wsi Goleniawy) oraz przysiółki Rurarnia i Dudków z dotychczasowej gromady Tumlin ze zniesionej gminy Samsonów w tymże powiecie. Dla gromady ustalono 25 członków gromadzkiej rady narodowej.
29 lutego 1956 do gromady Samsonów przyłączono oddziały nr 5–7, 19–23, 36–40, 51–53, 63–67 i 76–85 nadleśnictwa Samsonów z gromady Szałas w tymże powiecie.
31 grudnia 1959 do gromady Samsonów przyłączono obszar zniesionej gromady Tumlin oraz wieś Długojów ze zniesionej gromady Szałas w tymże powiecie.
Gromada przetrwała do końca 1972 roku, czyli do kolejnej reformy gminnej. 1 stycznia 1973 reaktywowano gminę Samsonów, jednak tym razem z siedzibą w Bartkowie.